# Heuvelhofpark

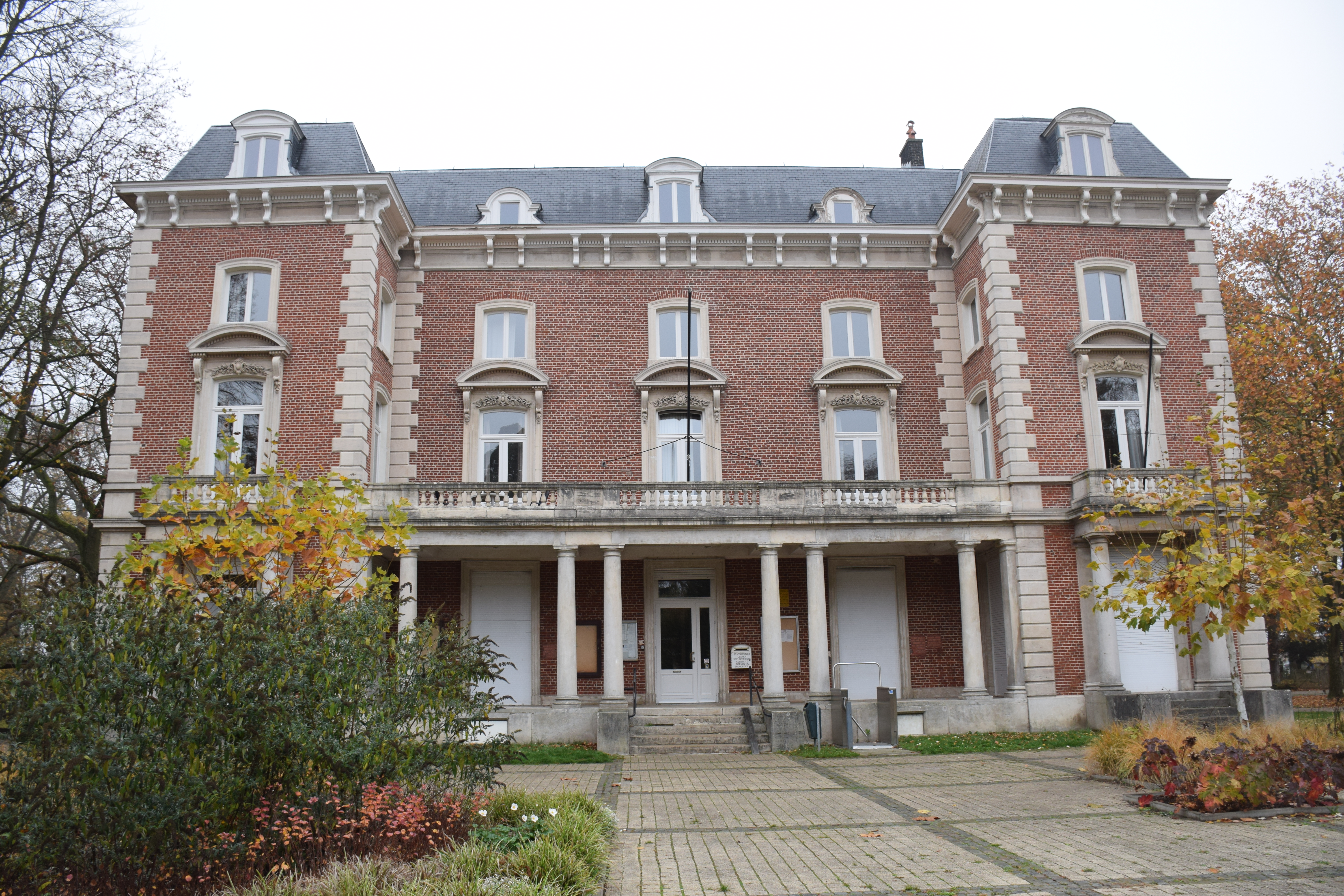
Het Heuvelhofkasteel

Het Heuvelhofpark is een park in Kessel-Lo in de Belgische stad Leuven, gelegen aan de Borstelsstraat 140. In het domein liggen een eclectisch kasteel, ijskelder, hovenierswoning en tuinpaviljoen.

## Geschiedenis
Het Heuvelhofkasteel met ondertussen afgebroken bijgebouw werd tussen 1842 en 1846 gebouwd in opdracht van Joseph Marie van der Beken Pasteel, een rentenier uit Turnhout. De kern van het gebouw wordt gevormd door een neoclassicistische constructie op H-vormige plattegrond. Voorheen stond het domein als "Lovensveld" of "'t Hovelken" bekend. Van 1846 tot 1851 werd het landgoed door Antoon Jacobs en Ida Verstrepen bewoond. In 1851 werd het goed verkocht aan Laurent Lappy. De familie Lappy woonde reeds in het landgoed voor zij het kochten en lieten er ook de zussen Zélie en Olympe Cerckel huizen. In 1855 werd het landgoed als gevolg van een faillissement gerechtelijk verkocht aan Félix Emmanuel Remy, die het vergrootte met een extra perceel. Na zijn overlijden in 1856 hertrouwde zijn weduwe, Angélique Boeyé, met zijn broer Edouard Remy, een Leuvens industrieel en filantroop en stichter van de Remyfabriek in Wijgmaal. Van 1856 tot 1858 lieten ze in het kasteel een pensionaat voor meisjes inrichten door de zussen Zélie en Olympe Cerckel. Daarna zetten deze het pensionaat verder in de Vlamingenstraat in Leuven. In 1862 stierf Angélique en erfde haar dochter Marie Remy het heuvelhoflandgoed. Het landgoed werd vanaf dan bewoond door de familie Andre-Wodon. Marie Remy liet vervolgens grondige verbouwingen aan het kasteel doen. Op het domein werden ook een ijskelder, hovenierswoning en ondertussen verdwenen kleine serre gebouwd. De tuin met vijver en een boomgaard werden aangelegd in Engelse landschapsstijl. In 1886 trouwde Marie met baron Auguste de Becker en nam het echtpaar intrek in het vernieuwde kasteel. Drie jaar later werd het domein verder uitgebreid in het zuidwesten. De familie Weerts bewoonde tot 1915 de hovenierswoning, waarnaast in 1902 een tuinpaviljoen werd opgetrokken. In 1907 werd het kasteel zelf andermaal grondig verbouwd. Marie Remy overleed in 1915, waarna het domein overging naar haar man en zeven kinderen. Vier jaar na haar overlijden kocht Albert de Stordeur, eigenaar van een maïsverwerkende fabriek aan de Vaart, het domein.
Op het moment dat de Stordeur eigenaar van het domein werd besloeg dit het volledige gebied tussen de Diestsesteenweg, de Borstelsstraat, de Kortrijsestraat en de Elfnovemberlaan. Hij liet een deel van het park verkavelen en bebouwen en in het westen werd de Leopold Beosierlaan aangelegd. In 1937 verkocht de Stordeur het domein aan de gemeente Kessel-Lo op voorwaarde dat het parkdomein kosteloos ter beschikking zou worden gesteld voor het publiek. Onder eigendom van de gemeente werd ook het noordelijk deel van het park verkaveld tot de woonwijk Heuvelhof en deed het kasteel vanaf 1938 dienst als gemeentehuis. Vanwege deze nieuwe functie werd het gebouw ingericht met een raadzaal, trouwzaal, loketten en kantoren. In het park werden speeltuigen en banken geplaatst en de verlichting vernieuwd. In 1977 fuseerde Kessel-Lo met Leuven en werd het Leuvense stadsbestuur eigenaar van het domein. In 1981 werd het kasteel naar plannen van Léon Stynen uitgebreid en de kelderverdieping omgevormd tot conciërgewoning.
In 1990 werd de ijskelder als vleermuisverblijf ingericht. De hovenierswoning deed tijdens de Tweede Wereldoorlog dienst als bevoorrading voor winterhulp. In de jaren 1970 werden de bijgebouwen van de hovenierswoning afgebroken en werd het gebouw gebuikt door de groendienst van de gemeente. Ook de overige bijgebouwen en serres werden gesloopt. Nieuwe serres voor de groendienst van de stad Leuven werden gebouwd en in de hovenierswoning is een kinderopvang gevestigd. Het kasteel zelf stond enige tijd leeg. Sinds 2020 is er De Nomade gevestigd, een onthaalhuis voor anderstalige nieuwkomers.